# Pelé (film)
Pour les articles homonymes, voir Pelé (homonymie).
Pour plus de détails, voir Fiche technique et Distribution.
Pelé est un film documentaire britannique de 2021 sur le footballeur brésilien Pelé, considéré comme le meilleur joueur du XXe siècle avec Maradona. Le film, produit par Netflix, est distribué sur la plateforme le 23 février 2021. Pelé est interviewé longuement tout au long du film, souvent entouré de ses coéquipiers, plus ou moins proches et connus: Amarildo, Rivelino, Zagallo, Pepe et Mengálvio.
Le film est réalisé par Ben Nichols et David Tryhorn,. Kevin MacDonald, Jon Owen et Jonathan Rogers sont les producteurs exécutifs. 

## Synopsis
Le film décrit la vie de Pelé depuis son enfance, en passant par ses triomphes dans le football, notamment ses trois coupes du monde (1958, 1962 et 1970) remportées, jusqu'à sa dernière équipe Cosmos de New York. Il comprend de nombreuses images d'archives : de ses matchs, ses interviews, ainsi que des bobines d'actualités, etc. Le film aborde aussi un peu le contexte politique au Brésil, y compris la dictature de 1964 à 1985. Une grande partie de l'histoire du football et de l'histoire contemporaine est expliquée à travers des entretiens récents avec Pelé et d'autres personnages importants de l'époque, notamment des membres de sa famille, des entraîneurs, ses anciens coéquipiers de Santos FC où il a marqué 643 buts en 660 matchs et de la Seleção, des journalistes et des politiciens.

## Accueil critique
Sur Rotten Tomatoes, le documentaire détient un taux d'approbation de 82% sur la base de 28 critiques, avec une note moyenne de 6,40/10. Andrew Pulver pour le quotidien britannique The Guardian, Charlotte O'Sullivan pour le quotidien londonien Evening Standard, Danny Leigh pour le britannique Financial Times et Tara Brady pour The Irish Times ont tous attribué au film trois étoiles sur cinq,,,. Jordan Mintzer du magazineThe Hollywood Reporter décrit le film comme une « biographie raffinée et bien intentionnée », mais qui n'« inspir[e] [ni] l'amour et [ni] la crainte ».